# 겸익
겸익(謙益, ?~?)은 백제의 승려이다. 백제 율종(律宗)의 시조이다.
백제 성왕 4년(526년)에 인도 상가나대률사(常伽那大律寺)에 이르러 산스크리트어를 익혀 율부(律部)를 깊이 공부하고,  백제 성왕 9년(531년)에 산스크리트어로 된 《아비담장(阿毘曇藏)》과 《오부율(五部律)》을 가지고 인도의 승려 배달다 삼장(倍達多三藏)과 함께 귀국했다.
여기서 말하는 《아비담장》은 소승 20부파 중 하나인 설일체유부의 논장을 가리키는 것으로 여겨진다.   그리고《오부율》은  설일체유부 · 법장부 · 대중부 · 화지부 · 음광부의 다섯 부파에 전해지는 율장을 가리킨다.
귀국 시에 겸익은 성왕의 환대를 받았으며, 그 후 흥륜사(興輪寺)에 있으면서 명승 28명을 소집하여 율부 72권을 번역하였다. 당시에 중국에는 《오부율(五部律)》 중 음광부를 제외한 나머지 부파의 율부들은 이미 번역되어 있었다. 그러나 끝내 음광부의 율부는 중국으로 전해지지 못하였는데 이런 점에서 백제에 《오부율》 전체가 전해지고 인도에서 직접 가져온 산스크리트어 율부의 번역이 이루어졌다는 것은 의미가 있다.
겸익의 이러한 활동에 의해 계율 중심의 백제 불교의 특징이 이루어졌다. 중국에서 율종이 성립된 때는 당나라의 도선(道宣: 596-667)이 법장부의 《사분율(四分律)》을 강설하고 저술한 624년인데, 백제에서 겸익에 의해 율종이 성립된 때(526년경)는 이보다 1세기 앞선 것이다.
백제 불교의 교학은 이와 같이 겸익에 의해 도입된 논장과 율학으로부터 시작되는데, 삼국의 초전기 불교에서 교단 형성과 계율 확립이 시급한 과제였을 것이므로 백제에서 논장과 율학의 도입 · 번역 · 연구 · 강설이 행해진 것("율종의 형성")은 백제 불교가 확고한 기반을 다져가고 있음을 보여준다.

## 참고 문헌
- 이 문서에는 다음커뮤니케이션(현 카카오)에서 GFDL 또는 CC-SA 라이선스로 배포한 글로벌 세계대백과사전의 내용을 기초로 작성된 글이 포함되어 있습니다.
- 고익진 (1989). 《한국 고대 불교 사상사》, 동국대학교 출판부